# Cricetomys kivuensis
Cricetomys kivuensis är en art av jättepåsråtta som ingår i familjen Nesomyidae, musliknande gnagare som lever i Afrika eller på öar runt kontinenten. C. kivuensis är en av fyra arter i släktet Cricetomys. Arten beskrevs av Lönnberg 1917.

## Beskrivning
Djuren har ganska robusta kranier jämfört med andra arter ur släktet som till exempel Cricetomys ansorgei. Jättepåsråttorna blir omkring 45 cm långa. Pälsfärgen på C. kivuensis dorsalsida är grå till mörkbrun och undersidan är vitgrå. Som andra jättepåsråttor har de svansar täckta av fjäll. Öronen är nakna och djuren har ganska små ögon.

## Ekologi och levnadssätt
Samtliga arter i släktet Cricetomys är nattaktiva. De är skickliga klättrare och även bra på att simma om så skulle behövas. Tack vare sin klättringsförmåga föredrar de högt belägna bon, som oftast utgörs av håligheter i träd. 
Precis som övriga arter i släktet är C. kivuensis allätare. De livnär sig på olika växtämnen, snäckor, insekter och troligtvis kadaver och djuravföring. Födan förvaras i kindpåsar för att sedan bäras till gömstället. 
Djuren är ensamlevande och territoriella mot framförallt likkönade individer av samma art. De kan para sig flera gånger om året, upp till omkring 10 gånger, och få 4-5 ungar per kull.  

## Taxonomi
Cricetomys kivuensis räknades länge som en underart till den afrikanska jättepåsråttan, då alla fyra arter ur släktet Cricetomys är morfologiskt mycket lika. Det behövs molekylärbiologiska metoder för att särskilja de olika arterna. Även då är det mycket svårt att reda ut vad som bör särklassas som en egen art i släktet Cricetomys fall.
C. kivuensis skiljer sig dock från de övriga arterna i och med att den har något robustare huvud och är att betrakta som en egen art för närvarande.

## Utbredning
Cricetomys kivuensis har ett relativt begränsat utbredningsområde. Jättepåsråttan återfinns i östra Afrika i Albertine rift-systemet och är endemisk för området. Den lever i bergiga men frodiga habitat med bra förutsättningar för boplatser, som trädrika områden. 

## Status och hot
Albertine rift är Afrikas mest artrika område. Platsen hyser uppskattningsvis 500 över endemiska växt- och djurarter. Här finns fler vertebrater än på någon annan plats i Afrika. Området har längre varit i riskzonen på grund av de konflikter som rådde mellan Uganda, Rwanda, Burundi och Kongo-Kinshasa.
Cricetomys kivuensis listas inte av IUCN, men miljöförstöring, skogsskövling, klimatförändringar och jakt på bushmeat är de största hoten mot den endemiska gnagararten.

### Fotnoter
1. 1 2  Wilson, Don E. (2005) (på engelska). Mammal Species of the World: A Taxonomic and Geographic Reference. JHU Press. ISBN 978-0-8018-8221-0. https://books.google.se/books?id=JgAMbNSt8ikC&pg=PA933&lpg=PA933&dq=kivu+giant+pouched+rat&source=bl&ots=QehX4WiYZ8&sig=ACfU3U1LCXXqU7hC7urclCocVpaq8LDR_g&hl=sv&sa=X&ved=2ahUKEwjCjPnHp8LqAhXIwqYKHcLyDJIQ6AEwEnoECAoQAQ#v=onepage&q=kivu%20giant%20pouched%20rat&f=false. Läst 15 juli 2020
2. 1 2 3  Monadjem, Ara (2015-02-17) (på engelska). Rodents of Sub-Saharan Africa: A biogeographic and taxonomic synthesis. Walter de Gruyter GmbH & Co KG. ISBN 978-3-11-030191-5. https://books.google.se/books?id=vfheCAAAQBAJ&pg=PA319&lpg=PA319&dq=cricetomys+kivuensis+distribution&source=bl&ots=oe7Ayc5SqN&sig=ACfU3U2O-3r2_YqMLpnEtlAsVtgFdVBqXA&hl=sv&sa=X&ved=2ahUKEwinlOqPvsXqAhXTFXcKHcjVB70Q6AEwAHoECAoQAQ#v=onepage&q=cricetomys%20kivuensis%20distribution&f=false. Läst 15 juli 2020
3. ↑  ”ADW: Cricetomys kivuensis: CLASSIFICATION”. animaldiversity.org. https://animaldiversity.org/site/accounts/classification/Cricetomys_kivuensis.html. Läst 15 juli 2020.
4. ↑  ”East Africa’s Albertine Rift needs protection now, scientists say” (på amerikansk engelska). Mongabay Environmental News. 15 februari 2018. https://news.mongabay.com/2018/02/east-africas-albertine-rift-needs-protection-now-scientists-say/. Läst 15 juli 2020.
5. ↑  ”The Biodiversity of the Albertine Rift”. https://www.researchgate.net/publication/222569961_The_Biodiversity_of_the_Albertine_Rift. Läst 15 juli 2020.
6. ↑  ”Home”. albertinerift.wcs.org. https://albertinerift.wcs.org/. Läst 15 juli 2020.